# Styrax apricus
Styrax apricus är en storaxväxtart som beskrevs av Fletcher. Styrax apricus ingår i släktet Styrax och familjen storaxväxter. Inga underarter finns listade i Catalogue of Life.